# 军衔
军衔是指軍隊中對不同職務的軍人授予的等級稱號，即區別軍人等級的稱號。军衔將軍人的榮譽稱號、待遇等級和職務因素融為一體，使其兼有調整部隊指揮關係和調整個人利益關係的兩種功能。军衔分為永久和臨時两种类型，通常所稱的军衔是指前者。
军衔通常分為軍官、士官和士兵三大體系。軍階制度的意義，主要是有利於提高軍人的榮譽感和責任心，加強軍隊的組織纪律性，方便部隊的指揮與管理，促進正規化建設，對國際聯盟作戰和軍隊間交往也具有重要作用。

## 汉语词源
晚清之前，中国军队实行武官散官制。1903年，清廷特设练兵处。1904年，练兵处制定各类规章，向慈禧太后提出依照西方的三等九级军衔，制定清军的军衔体系，以取代武官官衔体制。获得批准後，清廷持续推进、完善军衔体制。民国初年，南京临时政府、北洋政府沿袭晚清体系，并陆续制定、完善各类与军衔相关的规章。1917年后，因政局动荡，北洋政府未再改动军衔体制。至此，三等九级军衔制中的军衔汉语称号全部确定下来，沿用至今。
相对具体军衔的汉语称号，“军衔”(Rank)一詞在漢語裡出现较晚。清末出現過“官階”、“品目”、“品級”、“等級”、“等差”等稱呼。中華民國成立後，南京臨時政府稱呼其為“官佐士兵階級”，北洋政府稱呼為“軍官佐士兵等級”，1928年後的國民政府則稱呼為“軍官佐及士兵等級”，一般簡稱為“軍階”。在國民革命軍時期也使用階級、軍階等稱呼，但也出現過“军衔”等非正式稱呼。
目前，中華民國國軍依中華民國法律仍使用「軍階」，而中國人民解放軍军衔使用“军衔”。香港、澳門二地對此没有特别的區分，新加坡也使用“军衔”称呼其军中等级。

## 世界各國現代軍銜級別名稱彙總

### 軍官
（以下軍銜按地位由高到低排列）

#### 元帥
1. 大元帥／特級上將（部分國家）
2. 元帥／五星上將（部分國家）
3. 次帥（朝鮮）

#### 將官
1. 大將／一級上將（部分國家）
2. 上將／二級上將（部分國家）
3. 中將
4. 少將
5. 准將

#### 校官
1. 大校（部分國家）
2. 上校
3. 中校
4. 少校
5. 准校（部分國家）

#### 尉官
1. 大尉（部分國家）
2. 上尉
3. 中尉
4. 少尉

### 准军官
1. 准尉（部分國家）
2. 學官（待任軍官已畢業學生、部分國家軍校軍官班學官等）

### 士官

#### 軍士長（部分國家）
註：各國分級各有不同
1. 特等士官長（美國）
2. 一等士官長
3. 二等士官長
4. 三等士官長

#### 士官
1. 元士（韓國）／特務上士（朝鮮）
2. 大士（部分國家）
3. 上士
4. 中士
5. 下士

### 士兵
1. 兵長（韓國）
2. 上等兵（部分國家）
3. 一等兵（部分國家）
4. 二等兵（部分國家）
5. 列兵（部分國家）

## 部分國家現行陸軍軍銜體系比較表
為了幫助了解不同國家間的軍銜比較，在這裡使用北約軍人等級符號。這個代號是建立用來規範北約各成員國在特定聯合行動時的軍衔和指揮系統，雖然一些特定軍銜高於他國應該同級的情況常常發生。軍官軍銜是由OF-1到OF-10；OF(D)是一個特殊的分類，代表等待委任中的軍官訓練生。其他軍衔（士官）是由OR-1至OR-9。美軍的准尉（Warrant Officer）介於軍官和士官之間，是一個獨立的軍階體系，並沒有相對應的北約代號。這個系統不應該與美軍的工資等級系統混淆。雖然北約之外的國家的指揮系統結構並不完全與北約系統相對應，不過這個代碼仍然能提供有用的粗略比較。

### 軍官軍銜
| 北約            | 美国                | 英国          | 中华人民共和国             | 法国      | 德国            | 朝鲜              | 韩国      | 日本                                       | 俄罗斯        | 中华民国                   |
| --------------- | ------------------- | ------------- | -------------------------- | --------- | --------------- | ----------------- | --------- | ------------------------------------------ | ------------- | -------------------------- |
| OF-10           | 合众国特級上将 （General of the Armies of the United States） | 元帥 （）     | 大元帅 （1955年–1965年）   | 元帥 （） |                 | 共和国大元帅 （공화국 대원수） | 元帅 （） |                                            | 联邦元帥 （） | 特级上将 （1935年–2000年） |
| OF-10           | 陆军特级上将 （General of the Armies）   | 元帥 （）     | 元帅 （1955年–1965年）     | 元帥 （） | 共和国元帅 （） |                   | 元帅 （） |                                            | 联邦元帥 （） | 特级上将 （1935年–2000年） |
| OF-10           | （）                | 元帥 （）     | 大将 （1955年–1965年）     | 元帥 （） | 元帅 （）       |                   | 元帅 （） |                                            | 联邦元帥 （） | 特级上将 （1935年–2000年） |
| OF-10           | （）                | 元帥 （）     | 一级上将 （1988年–1994年） | 元帥 （） | 次帅 （）       |                   | 元帅 （） |                                            | 联邦元帥 （） | 特级上将 （1935年–2000年） |
| OF-9            | 上將 （）           | 上將 （）     | 上将                       | 上將 （） | 上將 （）       | 大將 （）         | 大將 （） | 陸將 （） （擔任陸上幕僚長或統合幕僚長者） | 大將 （）     | 一级上将                   |
| OF-9            | 上將 （）           | 上將 （）     | 上将                       | 上將 （） | 上將 （）       | 上将 （）         | 大將 （） | 陸將 （） （擔任陸上幕僚長或統合幕僚長者） | 上將 （）     | 二级上将                   |
| OF-8            | 中將 （）           | 中將 （）     | 中将                       | 中將 （） | 中將 （）       | 中将 （）         | 中將 （） | 陸將 （）                                  | 中將 （）     | 中將                       |
| OF-7            | 少將 （）           | 少將 （）     | 少将                       | 少將 （） | 少將 （）       | 少将 （）         | 少將 （） | 陸將補 （）                                | 少將 （）     | 少將                       |
| OF-6            | 准將 （）           | 准將 （）     | 大校                       | 准將 （） | 准將 （）       | 大佐 （）         | 準將 （） |                                            |               |                            |
| OF-5            | 上校 （）           | 上校 （）     | 上校                       | 上校 （） | 上校 （）       | 上佐 （）         | 大领 （） | 一等陸佐 （）                              | 上校 （）     | 上校                       |
| OF-4            | 中校 （）           | 中校 （）     | 中校                       | 中校 （） | 中校 （）       | 中佐 （）         | 中领 （） | 二等陸佐 （）                              | 中校 （）     | 中校                       |
| OF-3            | 少校 （）           | 少校 （）     | 少校                       | 少校 （） | 少校 （）       | 少佐 （）         | 少领 （） | 三等陸佐 （）                              | 少校 （）     | 少校                       |
| OF-2            | 上尉 （）           | 上尉 （）     | 上尉                       | 上尉 （） | 大尉 （）       | 大尉 （）         | 大尉 （） | 一等陸尉 （）                              | 大尉 （）     | 上尉                       |
| OF-2            | 上尉 （）           | 上尉 （）     | 上尉                       | 上尉 （） | 上尉 （）       | 上尉 （）         | 大尉 （） | 一等陸尉 （）                              | 大尉 （）     | 上尉                       |
| OF-1            | 中尉 （）           | 中尉 （）     | 中尉                       | 中尉 （） | 中尉 （）       | 中尉 （）         | 中尉 （） | 二等陸尉 （）                              | 上尉 （）     | 中尉                       |
| OF-1            | 少尉 （）           | 少尉 （）     | 少尉                       | 少尉 （） | 少尉 （）       | 中尉 （）         | 少尉 （） | 三等陸尉 （）                              | 中尉 （）     | 少尉                       |
| OF（D）         |                     | 见习军官 （） |                            | 准尉 （） |                 | 少尉 （）         |           |                                            | 少尉 （）     |                            |
| Student Officer | （）                | 軍校生 （）   | 学员                       |           |                 |                   |           | 學生 （）                                  | （）          | 學員、學生、入伍生、軍校生 |

### 士官、士兵軍銜
| 北約 | 美国                    | 英国                            | 中华人民共和国 | 法国          | 德国                | 朝鲜          | 韩国        | 日本          | 俄罗斯      | 中华民国 |
| ---- | ----------------------- | ------------------------------- | -------------- | ------------- | ------------------- | ------------- | ----------- | ------------- | ----------- | -------- |
| OR-9 | 陆军总军士长 （）       | 一級准尉 （）                   | 一级军士长     | 总军士长 （） | 上等资深军士长 （） |               | 準尉 （）   | 准陸尉 （）   |             |          |
| OR-9 | 指挥军士长 （）         | 一級准尉 （）                   | 一级军士长     | 总军士长 （） | 上等资深军士长 （） |               | 準尉 （）   | 准陸尉 （）   |             |          |
| OR-9 | 一级军士长 （）         | 一級准尉 （）                   | 一级军士长     | 军士长 （）   | 上等资深军士长 （） |               | 準尉 （）   | 准陸尉 （）   |             |          |
| OR-8 | 二级军士长（首席） （） | 二級准尉 （）                   | 二级军士长     | 准军士长 （） | 资深军士长 （）     | 特務上士 （） | 元士 （）   | 陸曹長 （）   |             |          |
| OR-8 | 二级军士长 （）         | 二級准尉 （）                   | 二级军士长     | 准军士长 （） | 首席军士长 （）     | 特務上士 （） | 元士 （）   | 陸曹長 （）   |             |          |
| OR-7 | 三级军士长 （）         | 上士 （）                       | 三级军士长     |               | 上等军士长 （）     | 上士 （）     | 上士 （）   | 一等陸曹 （） | 大士 （）   |          |
| OR-6 | 上士 （）               | 中士 （）                       | 一级上士       | 上士 （）     | 军士长 （）         | 中士 （）     | 中士 （）   | 二等陸曹 （） | 上士 （）   | 上士     |
| OR-5 | 中士 （）               | 中士 （）                       | 二级上士       | 中士长 （）   | 资深军士 （）       | 下士 （）     | 下士 （）   | 三等陸曹 （） | 中士 （）   | 中士     |
| OR-5 | 中士 （）               | 中士 （）                       | 二级上士       | 中士 （）     | 军士 （）           | 下士 （）     | 下士 （）   | 三等陸曹 （） | 中士 （）   | 中士     |
| OR-4 | 下士 （）               | 下士 （）                       | 中士           | 下士长 （）   | 上等资深豁免兵 （） | 上級兵士 （） | 兵長 （）   |               | 下士 （）   | 下士     |
| OR-4 | 下士 （）               | 下士 （）                       | 中士           | 下士 （）     | 资深豁免兵 （）     | 上級兵士 （） | 上兵 （）   |               | 下士 （）   | 下士     |
| OR-3 | （）                    | 準下士（代理下士職務的兵） （） | 下士           | 上等兵 （）   | 首席豁免兵 （）     | 中級兵士 （） | 一兵（）    | 陸士長 （）   | 上等兵 （） | 上等兵   |
| OR-3 | （）                    | 準下士（代理下士職務的兵） （） | 下士           | 上等兵 （）   | 上等豁免兵 （）     | 中級兵士 （） | 一兵（）    | 陸士長 （）   | 上等兵 （） | 上等兵   |
| OR-2 | （）                    | 二等兵 （）                     | 上等兵         | 一等兵 （）   | 豁免兵 （）         | 下級兵士（）  | 二兵 （）   | 一等陸士 （） |             | 一等兵   |
| OR-1 | （）                    |                                 | 列兵           | 二等兵 （）   | 列兵 （）           | 戰士 （)      | 訓練兵 （） | 二等陸士 （） | 列兵 （）   | 二等兵   |

## 部分國家現行海軍軍銜體系比較表

### 軍官軍銜
| 北約            | 美国                  | 英国        | 中华人民共和国             | 法国                  | 德国      | 朝鲜      | 韩国      | 日本                                       | 俄羅斯        | 中华民国                   |
| --------------- | --------------------- | ----------- | -------------------------- | --------------------- | --------- | --------- | --------- | ------------------------------------------ | ------------- | -------------------------- |
| OF-10           | ()                    | 元帥 （）   | 大将 （1955年-1965年）     | 元帥 （）             |           | 次帅 （） | 元帥 （） |                                            |               |                            |
| OF-10           | （）                  | 元帥 （）   | 一级上将 （1988年-1994年） | 元帥 （）             |           | 次帅 （） | 元帥 （） |                                            |               |                            |
| OF-9            | 上將 （）             | 上將 （）   | 上将                       | 上將 （）             | 上將 （） | 大将 （） | 大將 （） | 海將 （） （擔任海上幕僚長或統合幕僚長者） | 海军元帅 （） | 一级上將                   |
| OF-9            | 上將 （）             | 上將 （）   | 上将                       | 上將 （）             | 上將 （） | 上将 （） | 大將 （） | 海將 （） （擔任海上幕僚長或統合幕僚長者） | 上將 （）     | 二级上将                   |
| OF-8            | 中將 （）             | 中將 （）   | 中将                       | 一級中將（中将） （） | 中將 （） | 中将 （） | 中將 （） | 海將 （）                                  | 中將 （）     | 中將                       |
| OF-7            | 一级少將（少将） （） | 少將 （）   | 少将                       | 二級中将（少將） （） | 少將 （） | 少将 （） | 少將 （） | 海將補 （）                                | 少將 （）     | 少將                       |
| OF-6            | 二级少將（准將） （） | 准將 （）   | 大校                       | 少将（准將） （）     | 准將 （） | 大佐 （） | 準將 （） |                                            |               |                            |
| OF-5            | 上校 （）             | 上校 （）   | 上校                       | 上校 （）             | 上校 （） | 上佐 （） | 大领 （） | 一等海佐 （）                              | 上校 （）     | 上校                       |
| OF-4            | 中校 （）             | 中校 （）   | 中校                       | 中校 （）             | 中校 （） | 中佐 （） |           | 二等海佐 （）                              | 中校 （）     | 中校                       |
| OF-3            | 少校 （）             | 少校 （）   | 少校                       | 少校 （）             | 少校 （） | 少佐 （） | 少领 （） | 三等海佐 （）                              | 少校 （）     | 少校                       |
| OF-2            | 上尉 （）             | 上尉 （）   | 上尉                       | 上尉 （）             | 大尉 （） | 大尉 （） | 大尉 （） | 一等海尉 （）                              | 大尉 （）     | 上尉                       |
| OF-2            | 上尉 （）             | 上尉 （）   | 上尉                       | 上尉 （）             | 上尉 （） | 上尉 （） | 大尉 （） | 一等海尉 （）                              | 大尉 （）     | 上尉                       |
| OF-1            | 中尉 （）             | 中尉 （）   | 中尉                       | 中尉 （）             | 中尉 （） | 中尉 （） | 中尉 （） | 二等海尉 （）                              | 上尉 （）     | 中尉                       |
| OF-1            | 少尉 （）             |             | 少尉                       | 少尉 （）             | 少尉 （） | 中尉 （） | 少尉 （） | 三等海尉 （）                              | 中尉 （）     | 少尉                       |
| OF（D）         |                       | 準少尉 （） |                            | 准尉 （）             |           | 少尉 （） |           |                                            | 少尉 （）     |                            |
| Student Officer | （）                  | 軍校生 （） | 学员                       |                       |           |           |           | 學生 （）                                  | （）          | 學員、學生、入伍生、軍校生 |

- OF-10為戰時軍銜

### 士官、士兵軍銜
| 北約 | 美国              | 英国          | 中华人民共和国 | 法国          | 德国                | 朝鲜          | 韩国        | 日本          | 俄羅斯        | 中华民国 |
| ---- | ----------------- | ------------- | -------------- | ------------- | ------------------- | ------------- | ----------- | ------------- | ------------- | -------- |
| OR-9 | 海军总军士长 （） | 一級准尉 （） | 一级军士长     | 总军士长 （） | 上等资深军士长 （） |               | 準尉 （）   | 准海尉 （）   |               |          |
| OR-9 | 指挥军士长 （）   | 一級准尉 （） | 一级军士长     | 总军士长 （） | 上等资深军士长 （） |               | 準尉 （）   | 准海尉 （）   |               |          |
| OR-9 | 一级军士长 （）   | 一級准尉 （） | 一级军士长     | 軍士長 （）   | 上等资深军士长 （） |               | 準尉 （）   | 准海尉 （）   |               |          |
| OR-8 | 二级军士长 （）   | 准军士长 （） | 二级军士长     | 准军士长 （） | 资深军士长 （）     | 特務上士 （） | 元士 （）   | 海曹長 （）   |               |          |
| OR-8 | 二级军士长 （）   | 准军士长 （） | 二级军士长     | 准军士长 （） | 首席军士长 （）     | 特務上士 （） | 元士 （）   | 海曹長 （）   |               |          |
| OR-7 | 三级军士长 （）   | 上士 （）     | 三级军士长     |               | 上等军士长 （）     | 上士 （）     | 上士 （）   | 一等海曹 （） | 大士 （）     |          |
| OR-6 | 上士 （）         | 中士 （）     | 一级上士       | 上士 （）     | 军士长 （）         | 中士 （）     | 中士 （）   | 二等海曹 （） | 上士 （）     | 上士     |
| OR-5 | 中士 （）         | 中士 （）     | 二级上士       | 中士 （）     | 资深军士 （）       | 下士 （）     | 下士 （）   | 三等海曹 （） | 中士 （）     | 中士     |
| OR-5 | 中士 （）         | 中士 （）     | 二级上士       | 中士 （）     | 军士 （Maat）       | 下士 （）     | 下士 （）   | 三等海曹 （） | 中士 （）     | 中士     |
| OR-4 | 下士 （）         | 下士 （）     | 中士           | 下士 （）     | 上等资深豁免兵 （） | 上級兵士 （） | 兵長 （）   |               | 下士 （）     | 下士     |
| OR-4 | 下士 （）         | 下士 （）     | 中士           | 下士 （）     | 资深豁免兵 （）     | 上級兵士 （） | 上兵 （）   |               | 下士 （）     | 下士     |
| OR-3 | （）              | 一等水兵 （） | 下士           | 一等兵 （）   | 首席豁免兵 （）     | 中級兵士 （） | 一兵（）    | 海士長 （）   | 上等水兵 （） | 上等兵   |
| OR-3 | （）              | 一等水兵 （） | 下士           | 一等兵 （）   | 上等豁免兵 （）     | 中級兵士 （） | 一兵（）    | 海士長 （）   | 上等水兵 （） | 上等兵   |
| OR-2 | （）              | 二等水兵 （） | 上等兵         | 二等兵 （）   | 豁免兵 （）         | 下級兵士（）  | 二兵 （）   | 一等海士 （） |               | 一等兵   |
| OR-1 | （）              | 新兵 （）     | 列兵           | 水兵 （）     | 列兵 （）           | 戰士 （)      | 訓練兵 （） | 二等海士 （） | 水兵 （）     | 二等兵   |

## 部分國家現行空軍軍銜體系比較表

### 軍官軍銜
| 北約            | 美国      | 英国        | 中华人民共和国             | 法国      | 德国      | 朝鲜      | 韩国      | 日本                                       | 俄罗斯      | 中华民国                   |
| --------------- | --------- | ----------- | -------------------------- | --------- | --------- | --------- | --------- | ------------------------------------------ | ----------- | -------------------------- |
| OF-10           | （）      | 元帥 （）   | 大将 （1955年-1965年）     |           |           | 次帅 （） | 元帥 （） |                                            |             |                            |
| OF-10           | （）      | 元帥 （）   | 一级上将 （1988年-1994年） |           |           | 次帅 （） | 元帥 （） |                                            |             |                            |
| OF-9            | 上將 （） | 上將 （）   | 上将                       | 上將 （） | 上將 （） | 大将 （） | 上將 （） | 空將 （） （擔任航空幕僚長或統合幕僚長者） | 大將 （）   | 一级上將                   |
| OF-9            | 上將 （） | 上將 （）   | 上将                       | 上將 （） | 上將 （） | 大将 （） | 上將 （） | 空將 （） （擔任航空幕僚長或統合幕僚長者） | 上將 （）   | 二级上将                   |
| OF-8            | 中將 （） | 中將 （）   | 中将                       | 中將 （） | 中將 （） | 上将 （） | 中將 （） | 空將 （）                                  | 中將 （）   | 中將                       |
| OF-7            | 少將 （） | 少將 （）   | 少将                       | 少將 （） | 少將 （） | 中將 （） | 少将 （） | 空將補 （）                                | 少將 （）   | 少將                       |
| OF-6            | 准將 （） | 准將 （）   | 大校                       | 准將 （） | 准將 （） | 少将 （） | 準將 （） |                                            |             |                            |
| OF-5            | 上校 （） | 上校 （）   | 上校                       | 上校 （） | 上校 （） | 大佐 （） | 大领 （） | 一等空佐 （）                              | 上校 （）   | 上校                       |
| OF-5            | 上校 （） | 上校 （）   | 上校                       | 上校 （） | 上校 （） | 上佐 （） | 大领 （） | 一等空佐 （）                              | 上校 （）   | 上校                       |
| OF-4            | 中校 （） | 中校 （）   | 中校                       | 中校 （） | 中校 （） | 中佐 （） | 中领 （） | 二等空佐 （）                              | 中校 （）   | 中校                       |
| OF-3            | 少校 （） | 少校 （）   | 少校                       | 少校 （） | 少校 （） | 少佐 （） | 少领 （） | 三等空佐 （）                              | 少校 （）   | 少校                       |
| OF-2            | 上尉 （） | 上尉 （）   | 上尉                       | 上尉 （） | 大尉 （） | 大尉 （） | 大尉 （） | 一等空尉 （）                              | 大尉 （）   | 上尉                       |
| OF-2            | 上尉 （） | 上尉 （）   | 上尉                       | 上尉 （） | 上尉 （） | 上尉 （） | 大尉 （） | 一等空尉 （）                              | 大尉 （）   | 上尉                       |
| OF-1            | 中尉 （） | 中尉 （）   | 中尉                       | 中尉 （） | 中尉 （） | 中尉 （） | 中尉 （） | 二等空尉 （）                              | 上尉 （）   | 中尉                       |
| OF-1            | 少尉 （） | 少尉 （）   | 少尉                       | 少尉 （） | 少尉 （） | 中尉 （） | 少尉 （） | 三等空尉 （）                              | 中尉 （）   | 少尉                       |
| OF（D）         |           |             |                            | 准尉 （） |           | 少尉 （） |           |                                            | 少尉 （）   |                            |
| Student Officer | （）      | 軍校生 （） | 学员                       |           |           |           |           | 學生 （）                                  | 軍校生 （） | 學員、學生、入伍生、軍校生 |

- OF-10為戰時軍銜

### 士官、士兵軍銜
| 北約 | 美国              | 英国                            | 中华人民共和国 | 法国          | 德国                            | 朝鲜          | 韩国          | 日本          | 俄罗斯      | 中華民國 |
| ---- | ----------------- | ------------------------------- | -------------- | ------------- | ------------------------------- | ------------- | ------------- | ------------- | ----------- | -------- |
| OR-9 | 空军总军士长 （） | 准尉 （）                       | 一级军士长     | 总军士长 （） | 上等资深军士长 （）             |               | 準尉 （）     | 准空尉 （）   |             |          |
| OR-9 | 指挥军士长 （）   | 准尉 （）                       | 一级军士长     | 总军士长 （） | 上等资深军士长 （）             |               | 準尉 （）     | 准空尉 （）   |             |          |
| OR-9 | 一级军士长 （）   | 准尉 （）                       | 一级军士长     | 军士长 （）   | 上等资深军士长 （）             |               | 準尉 （）     | 准空尉 （）   |             |          |
| OR-8 | 二级军士长 （）   |                                 | 二级军士长     | 准军士长 （） | 资深军士长 （）                 | 特務上士 （） | 元士 （）     | 空曹長 （）   |             |          |
| OR-8 | 二级军士长 （）   | 首席军士长 （）                 | 二级军士长     | 准军士长 （） |                                 | 特務上士 （） | 元士 （）     | 空曹長 （）   |             |          |
| OR-7 | 三级军士长 （）   | 上士 （）                       | 三级军士长     |               | 上等军士长 （）                 | 上士 （）     | 上士 （）     | 一等空曹 （） | 大士 （）   |          |
| OR-7 | 三级军士长 （）   | 总技术士官 （）                 | 三级军士长     |               | 上等军士长 （）                 | 上士 （）     | 上士 （）     | 一等空曹 （） | 大士 （）   |          |
| OR-6 | 上士 （）         | 中士 （）                       | 一级上士       | 上士 （）     | 军士长 （）                     | 中士 （）     | 中士 （）     | 二等空曹 （） | 上士 （）   | 上士     |
| OR-5 | 中士 （）         | 中士 （）                       | 二级上士       | 中士 （）     | 资深军士 （）                   | 下士 （）     | 下士 （）     | 三等空曹 （） | 中士 （）   | 中士     |
| OR-5 | 中士 （）         | 中士 （）                       | 二级上士       | 中士 （）     | 军士 （）                       | 下士 （）     | 下士 （）     | 三等空曹 （） | 中士 （）   | 中士     |
| OR-4 | 上等兵 （）       | 下士 （）                       | 中士           | 下士 （）     | 上等资深豁免兵 （）             | 上級兵士 （） | 兵長 （）     |               | 下士 （）   | 下士     |
| OR-4 | 上等兵 （）       | 下士 （）                       | 中士           | 下士 （）     | 资深豁免兵 （Stabs- gefreiter） | 上級兵士 （） | 上兵 （상병） |               | 下士 （）   | 下士     |
| OR-3 | （）              | 準下士（代理下士職務的兵） （） | 下士           | 上等兵 （）   | 首席豁免兵 （）                 | 中級兵士 （） | 一兵（）      | 空士長 （）   | 上等兵 （） | 上等兵   |
| OR-3 | （）              | 準下士（代理下士職務的兵） （） | 下士           | 上等兵 （）   | 上等豁免兵 （Ober- gefreiter）  | 中級兵士 （） | 一兵（）      | 空士長 （）   | 上等兵 （） | 上等兵   |
| OR-2 | （）              | 初级技术士 （）                 | 上等兵         | 一等兵 （）   | 豁免兵 （）                     | 下級兵士（）  | 二兵 （）     | 一等空士 （） | 列兵        | 一等兵   |
| OR-2 | （）              | 一等兵 （）                     | 上等兵         | 一等兵 （）   | 豁免兵 （）                     | 下級兵士（）  | 二兵 （）     | 一等空士 （） | 列兵        | 一等兵   |
| OR-2 | （）              | 二等兵 （）                     | 上等兵         | 一等兵 （）   | 豁免兵 （）                     | 下級兵士（）  | 二兵 （）     | 一等空士 （） | 列兵        | 一等兵   |
| OR-1 | （）              | 新兵 （）                       | 列兵           | 二等兵 （）   | 列兵 （）                       | 戰士 （)      | 訓練兵 （）   | 二等空士 （） | 列兵 （）   | 二等兵   |